# Cattleya harrisoniana
Cattleya harrisoniana es una especie de orquídea brasileña que tiene como hábitat la región que va da Serra do Japi, en São Paulo, siguiendo por la parte baja de la Serra da Mantiqueira, y llegando al litoral norte de Espírito Santo.

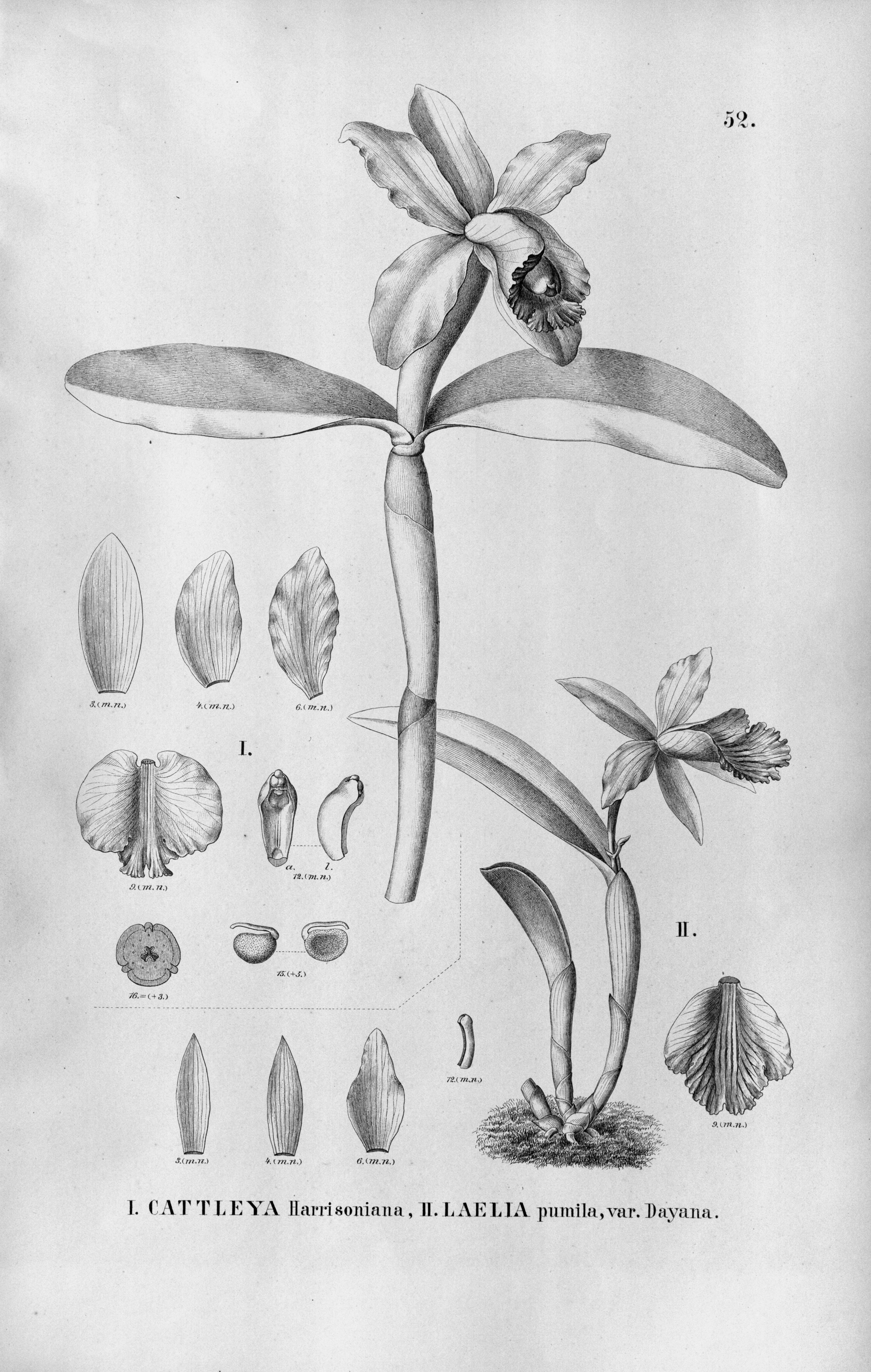
Ilustración

## Descripción
Cattleya harrisoniana es una planta con pseudobulbos finos, cilíndricos y acanalados que pueden alcanzar 
cuarenta centímetros de altura, llevando dos hojas coriáceas y puntiagudas de 25 centímetros de longitud de color verde claro. 
Las  varas florales con dos a cinco flores. Flor de diez centímetros de diámetro de color lila intenso. Lábelo trilobado con lóbulo frontal blanco amarillento.
Son pocas las variedades conocidas, destacando la alba y la estriada.
Florece entre diciembre y enero.

## Taxonomía
Cattleya harrisoniana fue descrita por Bateman ex Lindl. y publicado en Edwards's Botanical Register 22: , sub t. 1919. 1836.
Etimología
Cattleya: nombre genérico otorgado en honor de William Cattley orquideólogo aficionado inglés,
harrisoniana: epíteto otorgado en honor de Harrison un entusiasta inglés de las orquídeas de los años 1800.
Sinonimia
- Cattleya harrisoniae Paxton 1838
- Cattleya concolor Drapiez 1840
- Cattleya harrisonii P.N.Don 1840
- Cattleya papeiansiana C.Morren 1845
- Cattleya harrisoniana var. alba Beer 1854
- Cattleya brownii Rolfe 1894[4][5]